# Nadya Nozharova
Nadya Mateeva Nozharova, également connue en tant que comtesse Nadya de Navarro Farber, née le 21 novembre 1916 à Pleven en Bulgarie et morte le 18 avril 2014 à Long Island, est une actrice du cinéma bulgare, mais également de théâtre. Elle est aussi chanteuse d'opérette, philanthrope et comtesse espagnole.

## Biographie
Nadya Mateeva Nozharova (en transcription française : Nadia Matveïeva Nojarova) naît dans une famille noble de Pleven : son père est dans le commerce de matériel électrique. Elle étudie à l'école américaine pour filles de Lovetch avant de revenir à Pleven. En 1934, elle commence sa carrière d'opérette, au théâtre Angel Sladkarov et part en tournée en Bulgarie. Lorsque la troupe est dissoute, elle joue au théâtre puis part en Allemagne pour étudier le chant. De retour dans son pays, elle joue, en 1942, dans le film  Izpitanie (bg).